# Nothopegia beddomei
Nothopegia beddomei är en sumakväxtart som beskrevs av James Sykes Gamble. Nothopegia beddomei ingår i släktet Nothopegia och familjen sumakväxter. Utöver nominatformen finns också underarten N. b. wynaadica.